# David Fabricius
David Fabricius (n. 9 martie 1564, Esens, Saxonia Inferioară, Germania – d. 7 mai 1617, Osteel, Saxonia Inferioară, Germania) a fost un teolog, cartograf și astronom german. A construit instrumente astronomice (quadrante și sextante). A descoperit în 1596 prima stea variabilă de lungă durată Mira Ceti. A fost tatăl astronomului Johann Fabricius, care a publicat în 1611 prima lucrare științifică despre pete solare.